# Система вогню
Систе́ма вогню́ — організована за єдиним планом у підрозділу, частини, з'єднання, об'єднання поєднання вогню всіх видів зброї для ураження противника; елемент побудови оборони.

## Зміст системи вогню
Система вогню включає: райони, ділянки і рубежі масованого, зосередженого і загороджувального вогню, зони суцільного багатошарового вогню усіх видів зброї на підступах до оборони, перед переднім краєм, на флангах і в глибині оборони, а також передбачає маневр вогнем.
Система вогню будується на тісній взаємодії вогню артилерії, танків, бойових машин, стрілецької зброї та гранатометів з врахуванням ударів ракетних військ і авіації у поєднанні з інженерними загородженнями та природними перешкодами.
Основу системи вогню підрозділу, частини, з'єднання складає протитанковий вогонь. У оборонних операціях Другої світової війни системи вогню створювалася з метою:
- затримати підхід противника далекими вогневими нападами артилерії;
- завдати поразки противникові при його зосередженні і розгортанні для наступу масованим і зосередженим вогнем;
- відбити атаку противника суцільним багатошаровим вогнем усіх видів зброї перед переднім краєм оборони;
- знищити противника, що уклинився в глибину оборони;
- підтримати контратаки других ешелонів і резервів.

Системи вогню стали створювати і в оперативній ланці на головному напрямку, об'єднуючи системи вогню артилерії, протитанкових засобів та стрілецької зброї.
Для артилерії в системі вогню плануються ділянки зосередженого вогню і райони масованого вогню для поразки засобів нападу зброї масового ураження, високоточної зброї, артилерійських батареї противника, його танків і мотопіхоти при їх висуненні і розгортанні для наступу, рубежі загороджувального вогню і вогонь гармат прямим наведенням для відбиття атак противника перед переднім краєм оборони. Для поразки противника, що уклинився в оборону, забезпечення стиків, флангів і проміжків, а також для підтримки контратак готується масований, зосереджений та загороджувальний вогонь.
Протитанковий вогонь включає вогонь протитанкових керованих ракет (ПТКР), протитанкових гармат, ручних і станкових протитанкових гранатометів, танків, виділених на посилення оборони підрозділів, а також вогонь протитанкових резервів і танків із засідок. Для стрілецької зброї в системі вогню передбачається створення зон суцільного кулеметно-автоматного вогню і призначаються ділянки зосередженого вогню підрозділів перед переднім краєм і на найважливіших напрямах в глибині оборони для поразки піхоти противника, що атакує.
Системи вогню в протидесантній операції створюється силами сухопутних військ і берегових ракетно-артилерійських військ у взаємодії з кораблями ВМС і авіацією.
При організації ППО створюється система вогню зенітно-ракетних військ і зенітної артилерії. Вогонь всіх видів зброї готується також для прикриття загороджень в цілях зриву спроб противника зробити в них проходи. В цілому система вогню, об'єднуючи вогонь всіх видів зброї, передбачає поразку противника, починаючи з далеких підступів до оборони, нарощування потужності вогню у мірі підходу противника до переднього краю, його масування на головному напрямі і широкий маневр для поразки противника на тих напрямах (ділянках), де він намагається атакувати.
При організації системи вогню підрозділам (вогневим засобам) визначаються основні напрямки стрільби, смуги вогню, сектори обстрілу, вогневі завдання і вогневі позиції, організовується вогневий зв'язок і вогнева взаємодія, а також маневр вогнем і підрозділами (вогневими засобами); визначається порядок взаємодії з ракетними військами, авіацією, вертольотами вогневої підтримки. Для управління вогнем і здійснення взаємодії встановлюються єдині орієнтири, сигнали цілевказання, виклику і припинення вогню.
У ході бойових дій порушена противником система вогню відновлюється за рахунок маневру вогнем, силами і засобами.